# Howraghat
Howraghat è una suddivisione dell'India, classificata come town committee, di 4.659 abitanti, situata nel distretto di Karbi Anglong, nello stato federato dell'Assam. In base al numero di abitanti la città rientra nella classe VI (meno di 5.000 persone).

## Società

### Evoluzione demografica
Al censimento del 2001 la popolazione di Howraghat assommava a 4.659 persone, delle quali 2.724 maschi e 1.935 femmine. I bambini di età inferiore o uguale ai sei anni assommavano a 523, dei quali 271 maschi e 252 femmine. Infine, coloro che erano in grado di saper almeno leggere e scrivere erano 3.746, dei quali 2.329 maschi e 1.417 femmine.